# ブルジョワ疑似科学
ブルジョワ疑似科学（ブルジョワぎじかがく、ロシア語: буржуазная лженаука）は、イデオロギー的観点から許されないと見なされた特定の科学分野についてのソビエト連邦における糾弾用語であった。
何度も「ブルジョワ疑似科学」と呼ばれたのは遺伝学、サイバネティックス、社会学、記号学、比較言語学であった。この姿勢はヨシフ・スターリンの統治の間に最も広く行き渡った。

## 注と出典

### 注
1. ↑  ルイセンコ論争を参照。
2. ↑  ニコライ・マル#ヤフェト理論を参照。